# MPEG-H
MPEG-H是ISO/IEC 动态图像专家组（MPEG）所开发的一组标准，包含了1个视频文件格式、1个影片压缩格式、1个音频压缩格式、1个图像压缩格式和2个一致性测试标准。

这组标准的正式名称是ISO/IEC 23008－在异构环境下的高效率编码和媒体传输。

## 版本
MPEG-H由以下几部分构成：
- MPEG-H Part 1：MPEG媒体传输（MMT）[1] － 一种适用于不同网络下的媒体流格式。[6][7]
- MPEG-H Part 2：高效率視訊編碼（HEVC／H.265）（和ITU-T 影片编码专家组联合开发）[2][8][9] － 一种影片压缩标准，相比H.264/MPEG-4 AVC 数据压缩率增加了1倍，分辨率支持最高可达8192×4320。[6][8][9][10]
- MPEG-H Part 3：3D音频[3] － 一种可以支持多扬声器的3D音频压缩标准。[6]
- MPEG-H Part 4： MMT 参考和一致性软件（尚未发布）。
- MPEG-H Part 5：HEVC一致性测试和基准软件。[4]
- MPEG-H Part 6：3D 音频参考软件。
- MPEG-H Part 7：MMT 一致性（尚未发布）。
- MPEG-H Part 8：HEVC一致性测试。[5]
- MPEG-H Part 9：3D 音频一致性测试。
- MPEG-H Part 10：MPEG 媒体传输前向纠错码。
- MPEG-H Part 11：MPEG 媒体传输组成信息。
- MPEG-H Part 12：图像文件格式– 又名高效率图档格式(HEIF)，基于ISO 基础媒体文件格式(ISOBMFF) 。
- MPEG-H Part 13：MPEG 媒体传输实施指南（技术报告而非标准）。
- MPEG-H Part 14：具有PQ 传输特性的HDR / WCG YCbCr 4:2:0视频的转换和编码实践 （技术报告也作为 ITU-T H 系列补充 15 发布）。
- MPEG-H Part 15：HDR/WCG视频的信令、向后兼容性和显示适配（技术报告也作为ITU-T H系列补充18发布）。